# آستون مارتین

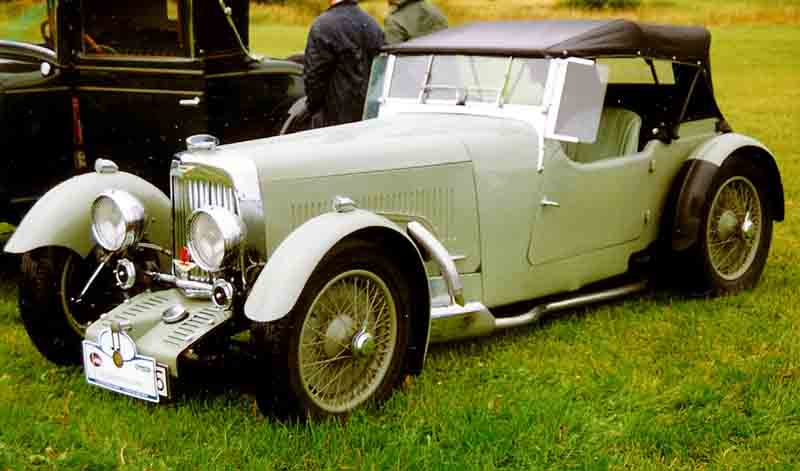
استون مارتین ام‌کی۲، محصول سال ۱۹۳۵

استون مارتین (به انگلیسی: Aston Martin) شرکت خودروسازی بریتانیایی است، که در زمینه مهندسی، طراحی و ساخت خودروهای اسپورت فعالیت می‌کند. این شرکت در سال ۱۹۱۳ توسط رابرت بمفورد و لیونل مارتین در شهر لندن تأسیس شد.
از سال ۱۹۹۴ تا ۲۰۰۷ استون مارتین بخشی از گروه پرمیر اتوموتیو به‌شمار می‌آمد، استون مارتین یک شرکت خودروسازی بریتانیایی می‌باشد که امروزه خودروهای اسپرت و سوپراسپرت را عرضه می‌کند.

## تاریخچه

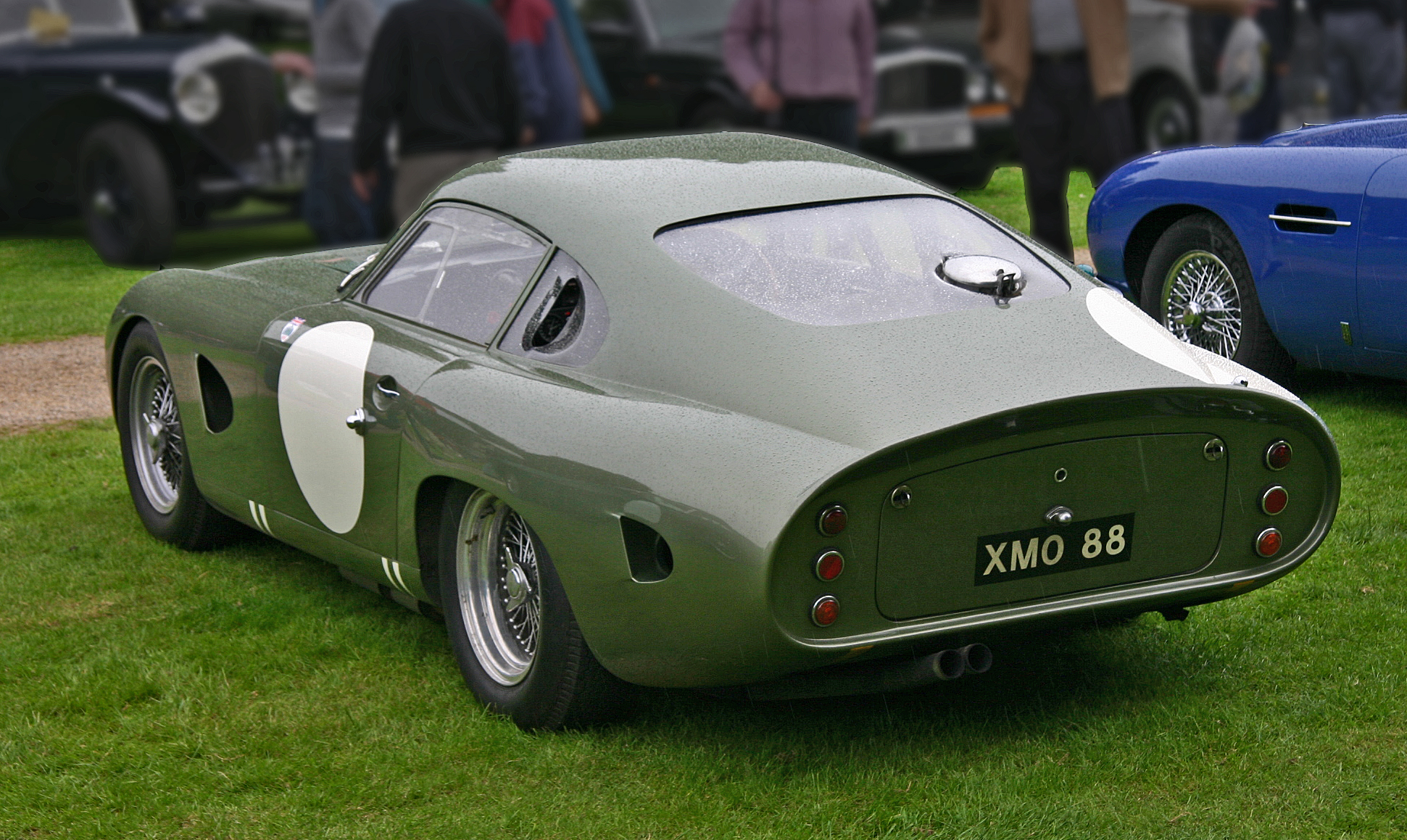
استون مارتین دی‌پی۲۱۵

استون مارتین در سال ۱۹۱۳ توسط لیونل مارتین و رابرت بمفورد تأسیس شد. این دو نفر با مشارکت یکدیگر شرکتی تحت عنوان بمفورد اند مارتین تأسیس کرده و اقدام به فروش ماشین‌هایی که توسط کمپانی سینگر از منطقه‌ای در کالو استریت، لندن نمودند. همچنین آنها در این منطقه به خودروهای تولید شده توسط کمپانی‌های جی. دبلیو. کی و کالتروپ خدمات تعمیر و نگهداری، ارائه می‌نمودند.
مارتین در مسابقهٔ ویژه‌ای در آستون هیل، در منطقه‌ای نزدیک استون کلینتون شرکت کرد، که پس از موفقیت در آن، این دو نفر تصمیم به ساخت خودروی خود گرفتند. نخستین ماشینی که تحت عنوان استون مارتین تولید شد، توسط مارتین طراحی شده بود. این خودرو از قرار دادن یک موتور چهار سیلندر کاونتری سیمپلکس، بر روی اتاق یک ایزوتا فرانچینی مدل ۱۹۰۸ تشکیل شده بود.
این دو نفر مالکیت مناطقی را در هنیکر، واقع در کنزینگتون به‌دست آوردند و موفق شدند اولین اتومبیل مشترک خود را در مارس ۱۹۱۵ تولید کنند. اما به دلیل آغاز جنگ جهانی اول، فرایند ساخت این خودرو هرگز عملی نشد و با گسترش جنگ، مارتین به نیروی دریایی بریتانیا پیوست، بمفورد نیز به ارتش بریتانیا ملحق شد. تمام تجهیزات و ماشین‌آلات این کارخانه نیز به یک شرکت هواپیماسازی انگلیسی، تحت عنوان شرکت هوانوردی ساپ‌ویت فروخته شد.
پس از جنگ، آنها محل جدیدی را در خیابان آبینگدن، کنزینگتون پیدا کردند و یک ماشین جدید طراحی نمودند. در سال ۱۹۲۰ بمفورد کارخانه را ترک نمود، ولی یک سال بعد، آنها با دریافت وام و تأمین بودجه لازم از کونت لوئیس زبوروسکی، شرکت بمفورد اند مارتین را احیا کردند. در سال ۱۹۲۲ شرکت بمفورد اند مارتین، تولید اتومبیل برای رقابت در مسابقات اتومبیل‌رانی جایزه بزرگ فرانسه را آغاز نمود. تا اواسط دهه ۱۹۲۰ تقریباً ۵۵ اتومبیل، در دو پیکره شاسی بلند و شاسی کوتاه تولید شده بود. بامفورد اند مارتین در سال ۱۹۲۵ ورشکست شد و با تعطیلی کارخانه ساخت خودرو، مارتین شرکت را ترک نمود. در سال ۱۹۲۶ بیل رنویک و آگوستوس برتلی، با مشارکت چند سرمایه‌گذار همچون لیدی چارنوود کنترل شرکت را در اختیار گرفتند و اقدام به تغییر نام شرکت بمفورد اند مارتین تحت عنوان استون مارتین موتورز نمودند. در فاصله سالهای ۱۹۲۶ تا ۱۹۳۷ برتلی به عنوان مدیر فنی و طراح اتومبیل‌های آستون مارتین فعالیت می‌کرد. از سال ۱۹۳۶ استون مارتین بر ساخت و تولید خودروهای جاده‌ای تمرکز نمود و تا یک سال قبل از آغاز جنگ جهانی دوم شمار ۷۰۰ دستگاه خودرو تولید کرده بود. با آغاز جنگ دوم جهانی، استون مارتین ساخت خودرو را متوقف کرد. این شرکت در طول جنگ جهانی دوم به تولید قطعات هواپیما مشغول بود.
از سال ۱۹۹۴ تا ۲۰۰۷ استون مارتین بخشی از شرکت خودروسازی فورد بود، که در سال ۲۰۰۰ به عنوان بخشی از گروه اتوموتیو پرمیر محسوب شد. در ۱۲ مارس ۲۰۰۷ این شرکت به قیمتی معادل ۴۷۹ میلیون یورو به وسیلهٔ یک کنسرسیوم مشارکتی خریداری شد. این کنسرسیوم توسط دیوید ریچاردز مدیریت می‌شد. همچنین شرکت‌های کویتی الدار و سرمایه‌گذاری ادیم، همچنین بازرگان آمریکایی؛ جان سندرز در این کنسرسیوم، سرمایه‌گذاری کردند. شرکت فورد نیز با سرمایه ۷۷ میلیون دلار، مالکیت ۱۰٪ از شرکت استون مارتین را حفظ کرد.

## مدل‌های تولیدشده

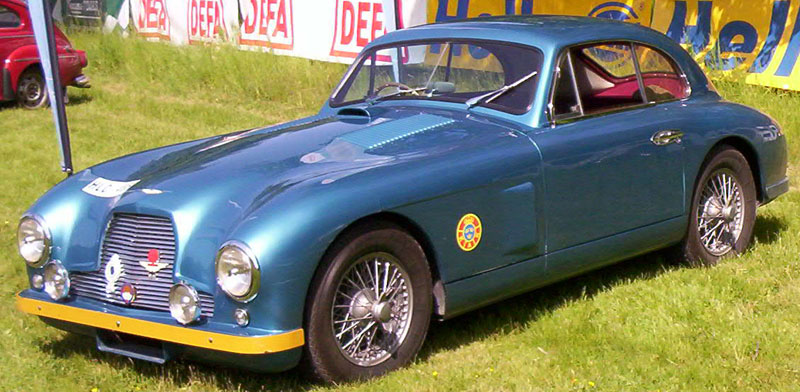
استون مارتین دی‌بی۲ محصول ۱۹۵۱

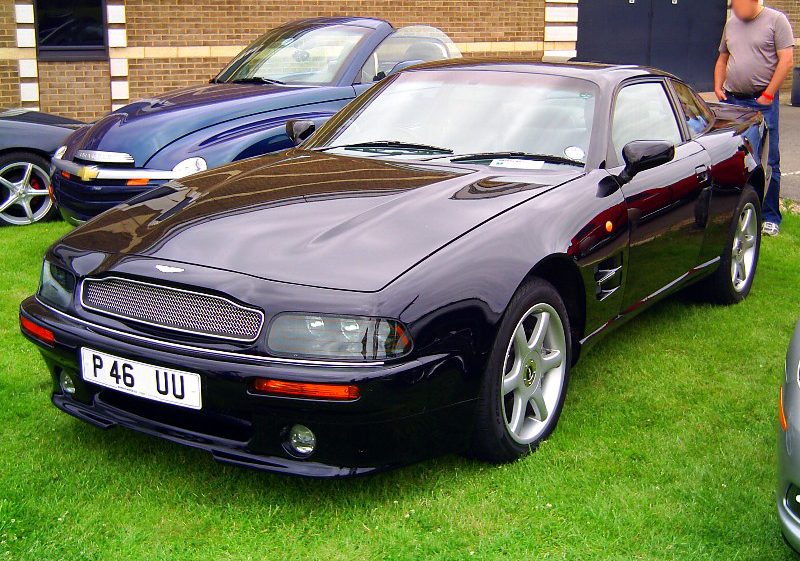
استون مارتین وی۸ مدل ۱۹۹۷

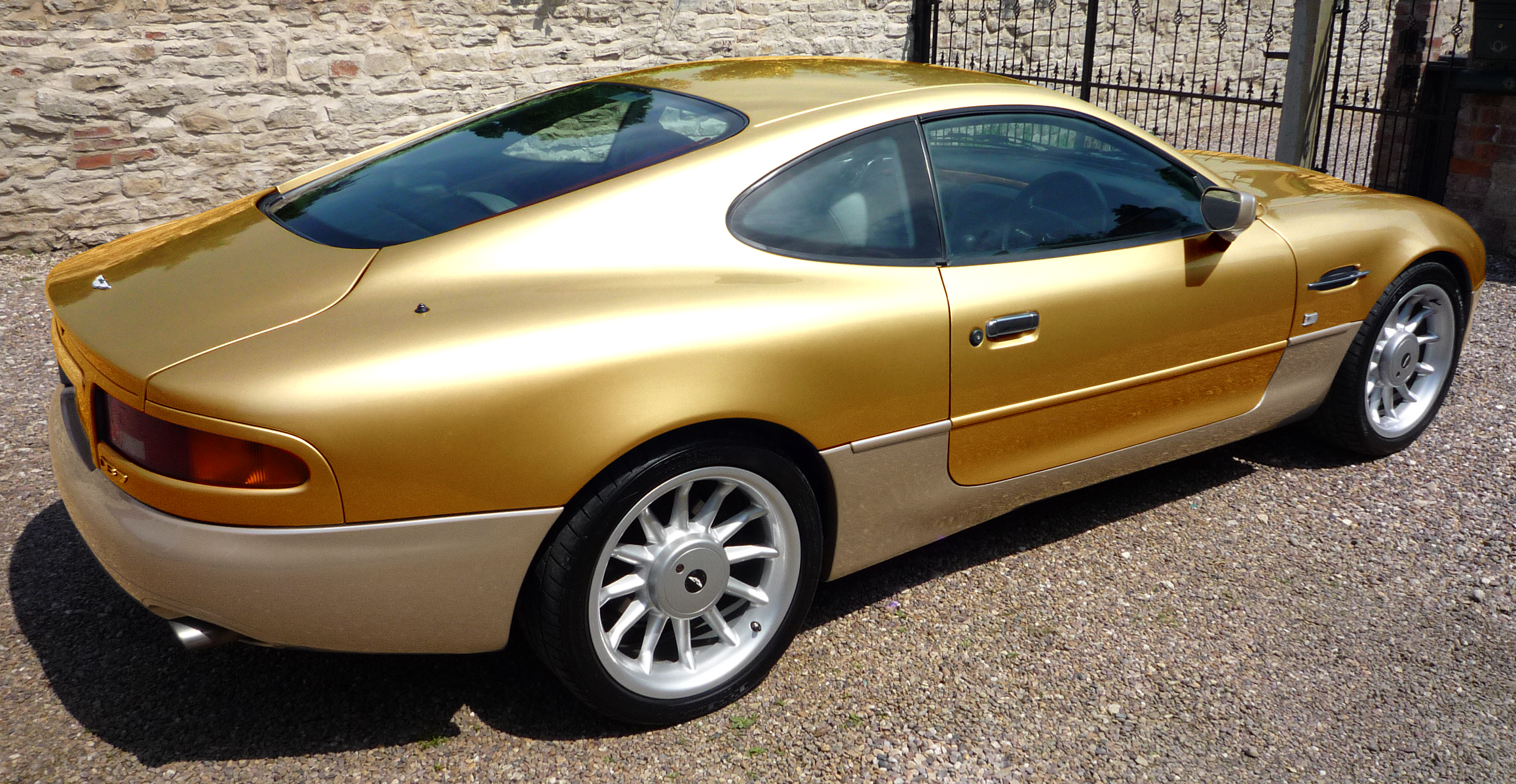
استون مارتین دی‌بی۷ کوپه

### خودروهای قبل از جنگ
- ۱۹۲۱–۱۹۲۵ استون مارتین استاندارد اسپورتس
- ۱۹۲۷–۱۹۳۲ استون مارتین سری اول
- ۱۹۲۹–۱۹۳۲ استون مارتین اینترنشنال
- ۱۹۳۲–۱۹۳۲ استون مارتین اینترنشنال لمانز
- ۱۹۳۲–۱۹۳۴ استون مارتین لی مانز
- ۱۹۳۳–۱۹۳۴ استون مارتین ۱۲/۵۰ استاندارد
- ۱۹۳۴–۱۹۳۶ استون مارتین ام‌کی ۲
- ۱۹۳۴–۱۹۳۶ استون مارتین الستر
- ۱۹۳۷–۱۹۳۹ استون مارتین ۱۵/۹۸

### خودروهای بعد از جنگ

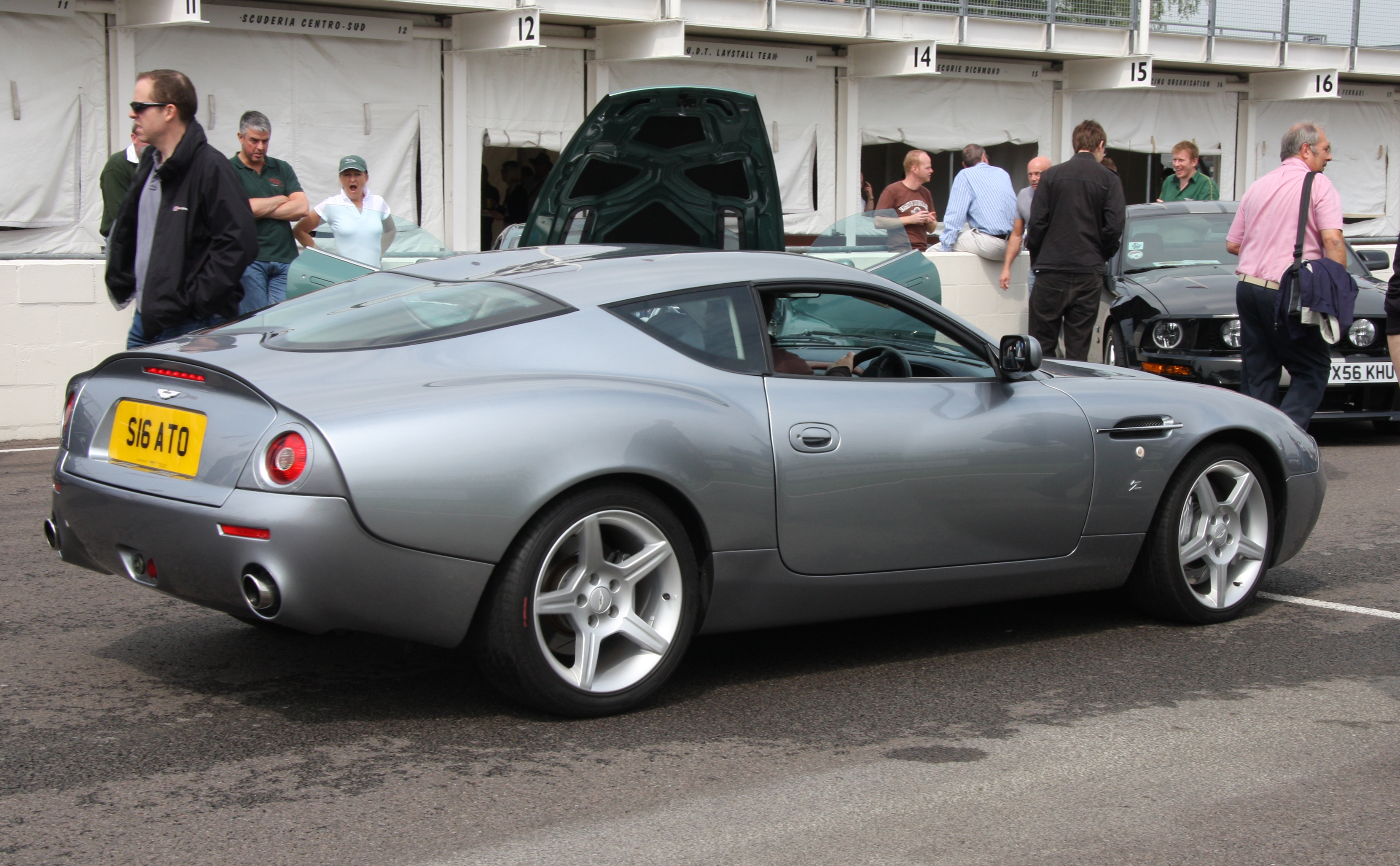
استون مارتین دی‌بی۷ زاگاتو

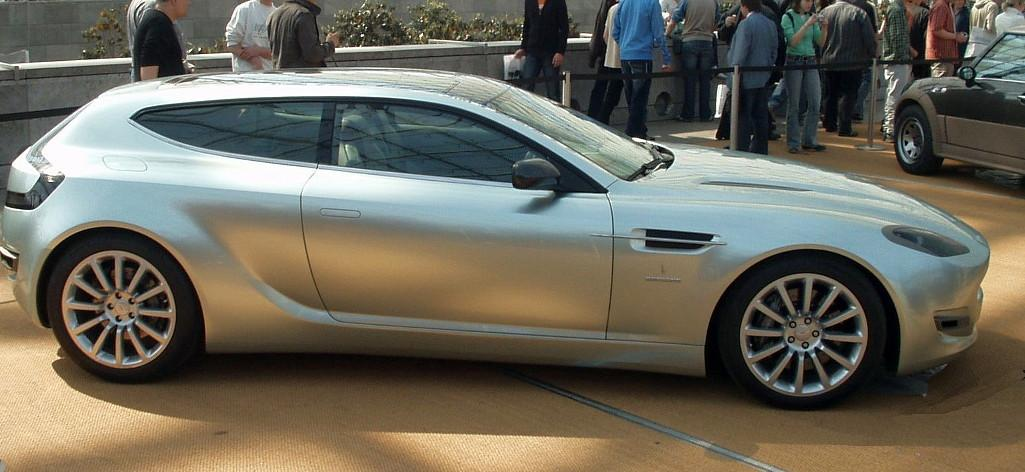
استون مارتین برتون جت ۲

- ۱۹۴۸–۱۹۵۰ آستون مارتین ۲ لیتر اسپورت
- ۱۹۵۰–۱۹۵۳ آستون مارتین دی‌بی۲
- ۱۹۵۳–۱۹۵۷ آستون مارتین دی‌بی۲/۴
- ۱۹۵۷–۱۹۵۹ آستون مارتین دی‌بی مارک سه
- ۱۹۵۸–۱۹۶۳ آستون مارتین دی‌بی۴
- ۱۹۶۱–۱۹۶۳ آستون مارتین دی‌بی۴ جی‌تی زاگاتو
- ۱۹۶۳–۱۹۶۵ آستون مارتین دی‌بی۵
- ۱۹۶۵–۱۹۶۶ آستون مارتین پرنده کوچک کلاسیک
- ۱۹۶۵–۱۹۶۹ آستون مارتین دی‌بی۶
- ۱۹۶۷–۱۹۷۲ آستون مارتین دی‌بی‌اس
- ۱۹۶۹–۱۹۸۹ آستون مارتین وی۸
- ۱۹۷۷–۱۹۸۹ آستون مارتین وی۸ ونتیج (۱۹۷۷)
- ۱۹۸۶–۱۹۹۰ آستون مارتین V۸ زاگاتو
- ۱۹۸۹–۱۹۹۶ آستون مارتین ویراژ/ویراژ والانته
- ۱۹۸۹–۲۰۰۰ آستون مارتین ویراژ
- ۱۹۹۳–۲۰۰۰ آستون مارتین ونتیج
- ۱۹۹۶–۲۰۰۰ آستون مارتین V۸ کوپه
- ۱۹۹۳–۲۰۰۳ آستون مارتین دی‌بی۷
- ۲۰۰۱–۲۰۰۷ آستون مارتین ونکوئیچ
- ۲۰۰۲–۲۰۰۳ آستون مارتین دی‌بی۷ زاگاتو
- ۲۰۰۲–۲۰۰۴ آستون مارتین دی‌بی ای‌آر۱
- ۲۰۰۴– آستون مارتین دی‌بی۹
- ۲۰۰۵– آستون مارتین ونتیج (۲۰۰۵)
- ۲۰۰۷–۲۰۱۲ آستون مارتین دی‌بی۹
- ۲۰۰۹–۲۰۱۲ آستون مارتین یک-۷۷[۸]
- ۲۰۱۰– آستون مارتین رپید
- ۲۰۱۱–۲۰۱۲ آستون مارتین ویراژ
- ۲۰۱۲– آستون مارتین ونکوئیچ

### سایر مدل‌ها
- ۱۹۴۴ آستون مارتین اتم (مفهومی)
- ۱۹۶۱–۱۹۶۴ لاگوندا راپیدا
- ۱۹۷۶–۱۹۸۹ آستون مارتین لاگوندا
- ۱۹۸۰ آستون مارتین بولداگ (مفهومی)
- ۲۰۰۷ آستون مارتین وی۱۲ ونتیج آراس (مفهومی)
- ۲۰۰۷–۲۰۰۸ آستون مارتین وی۸ ونتیج ان۴۰۰
- ۲۰۰۹ آستون مارتین لاگوندا اس‌یووی (مفهومی)
- ۲۰۱۳ آستون مارتین رپید برتون ۲+۲ (مفهومی)

### مدل‌های فعلی
- آستون مارتین وی۸ ونتیج رودستر
- آستون مارتین دی‌بی۹ وولانته
- آستون مارتین ونکوئیچ
- آستون مارتین رپید
- آستون مارتین وی۱۲ زاگاتو
- آستون مارتین سیج‌نت بر پایه تویوتا آی‌کیو.[۹]
- آستون مارتین سی‌سی۱۰۰

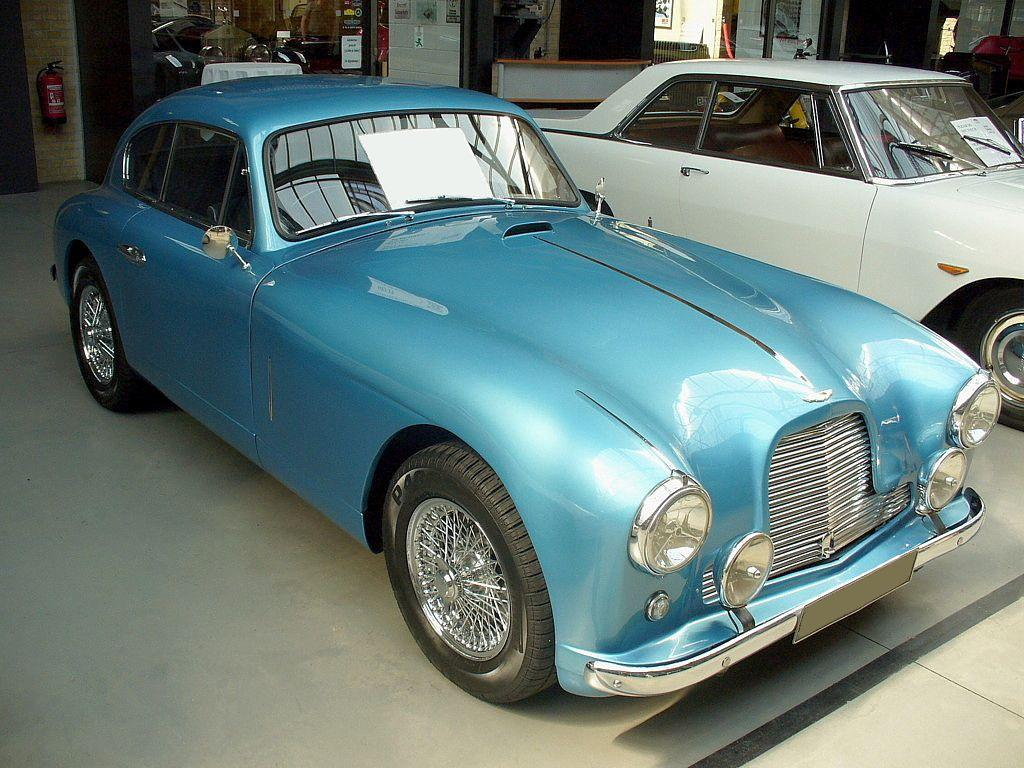
۱۹۵۰–۱۹۵۷ آستون مارتین دی‌بی۲ و بعدها آستون مارتین دی‌بی۲/۴
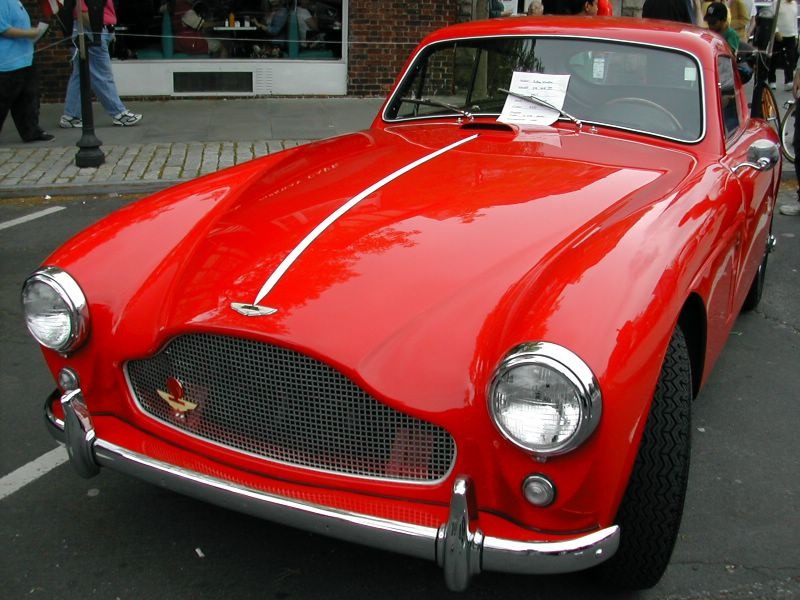
۱۹۵۷–۱۹۵۹ آستون مارتین دی‌بی مارک سه
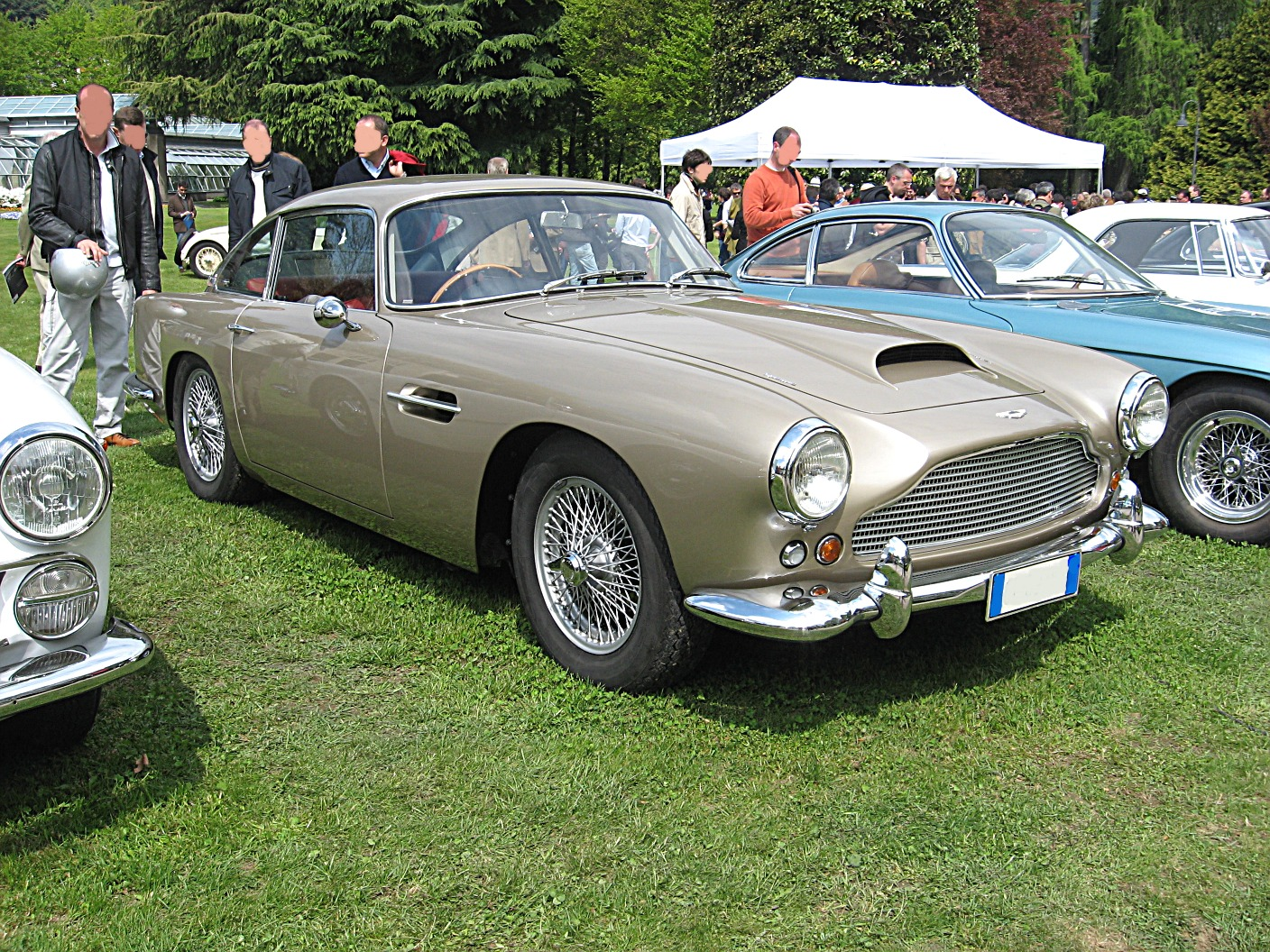
۱۹۵۸–۱۹۶۳ Aston Martin آستون مارتین دی‌بی۴/جی‌تی
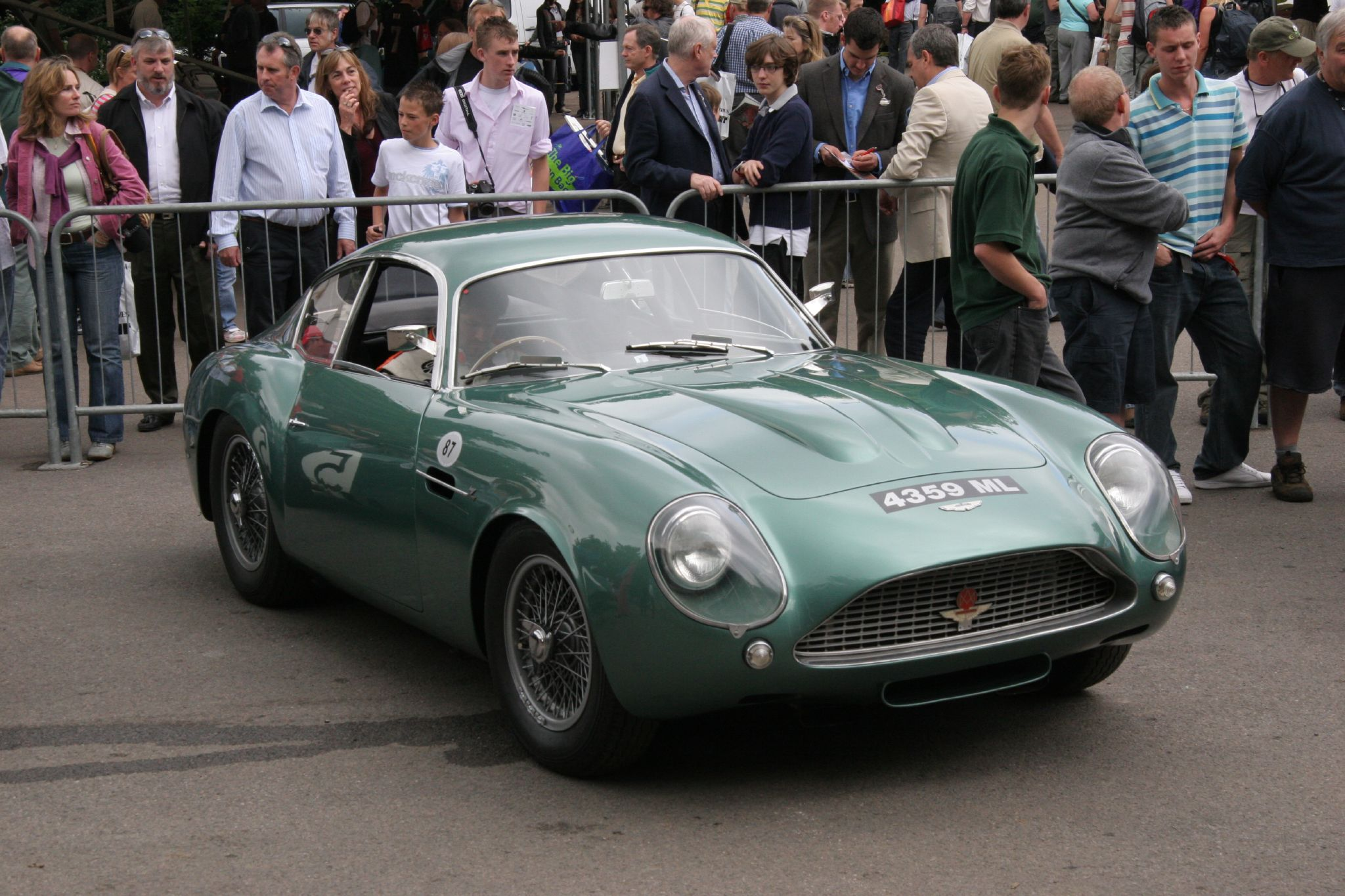
۱۹۶۱–۱۹۶۳ آستون مارتین دی‌بی۴ جی‌تی زاگاتو
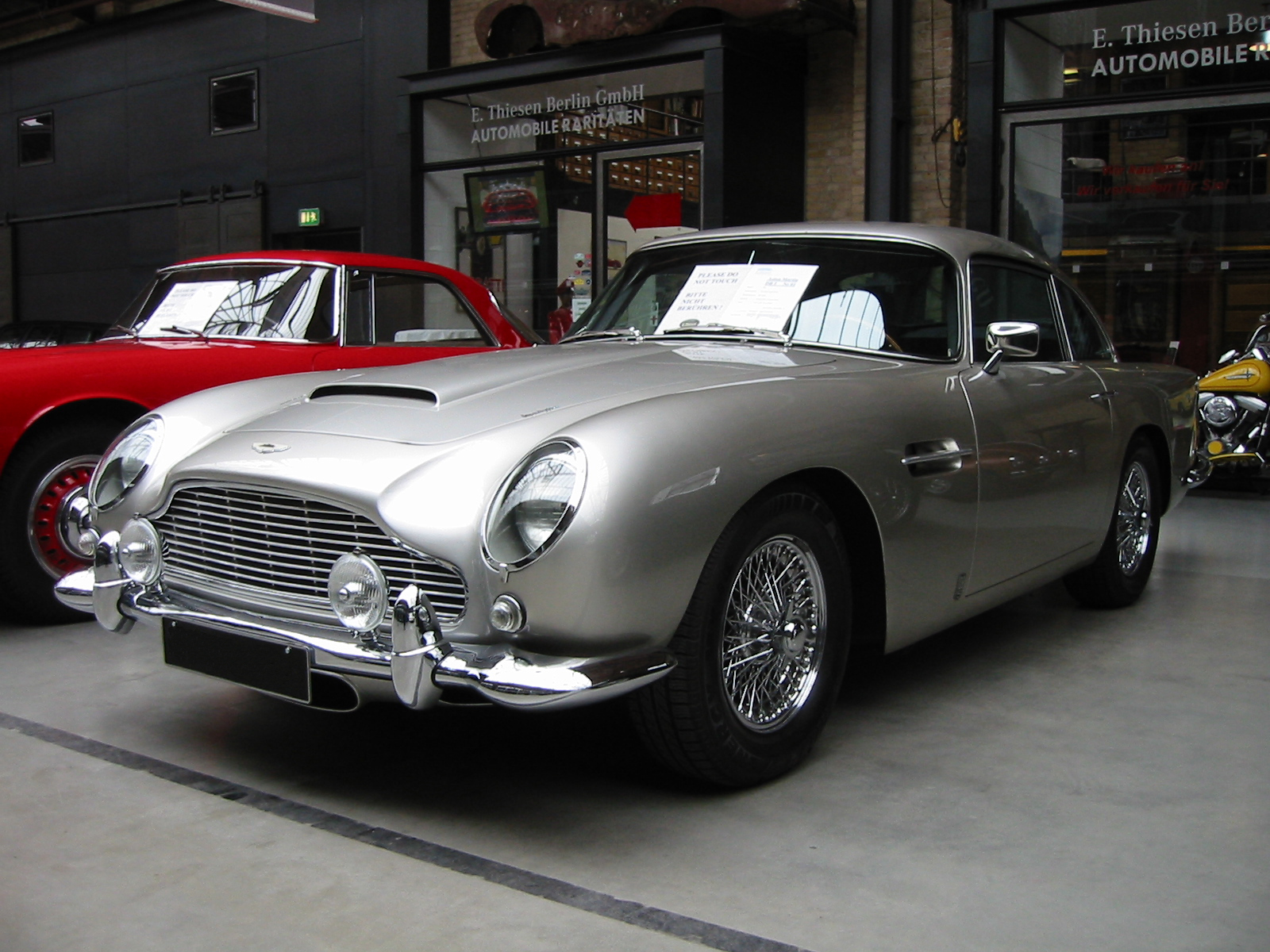
۱۹۶۳–۱۹۶۵ آستون مارتین دی‌بی۵
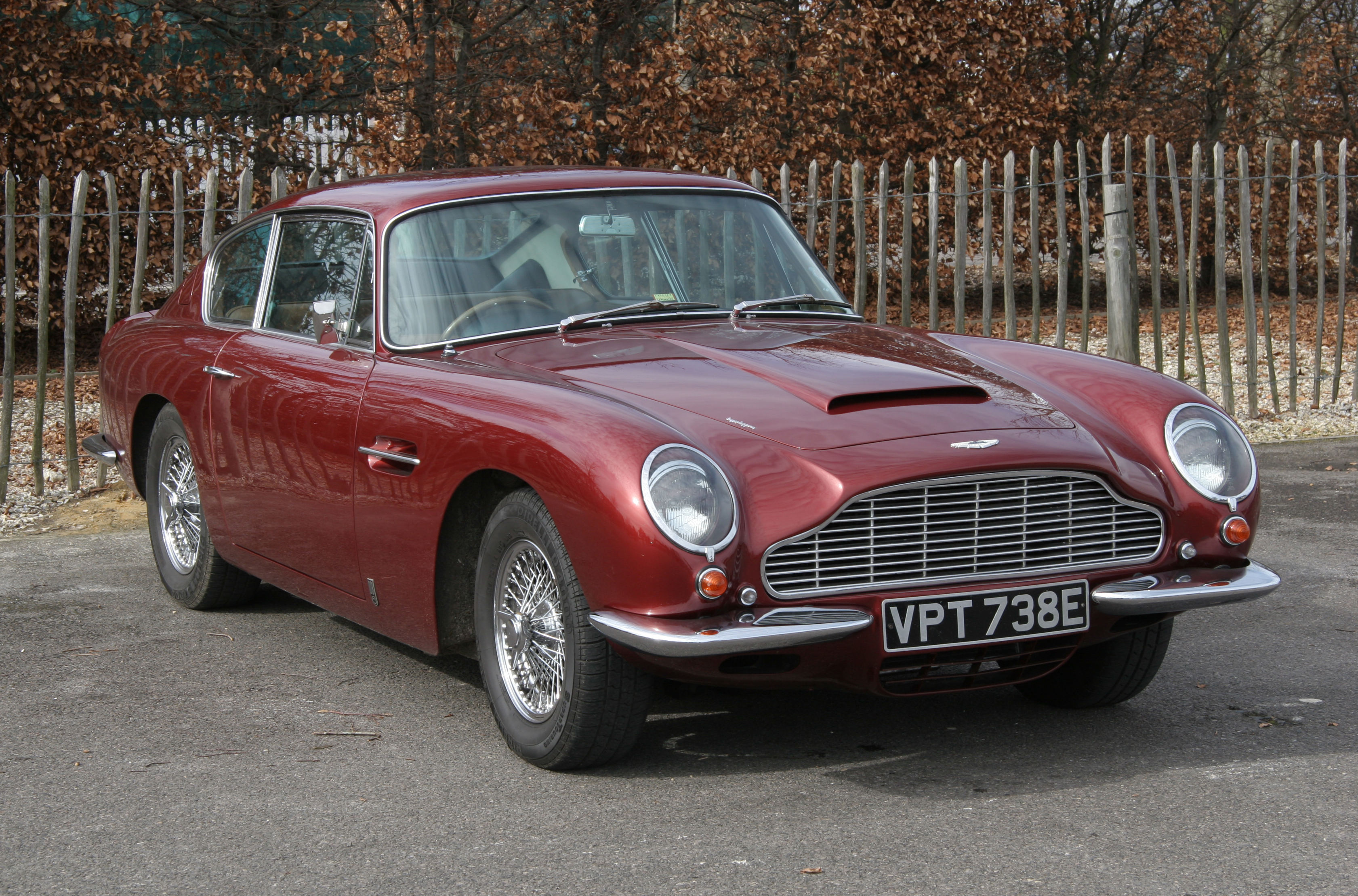
۱۹۶۵–۱۹۷۱ آستون مارتین دی‌بی۶
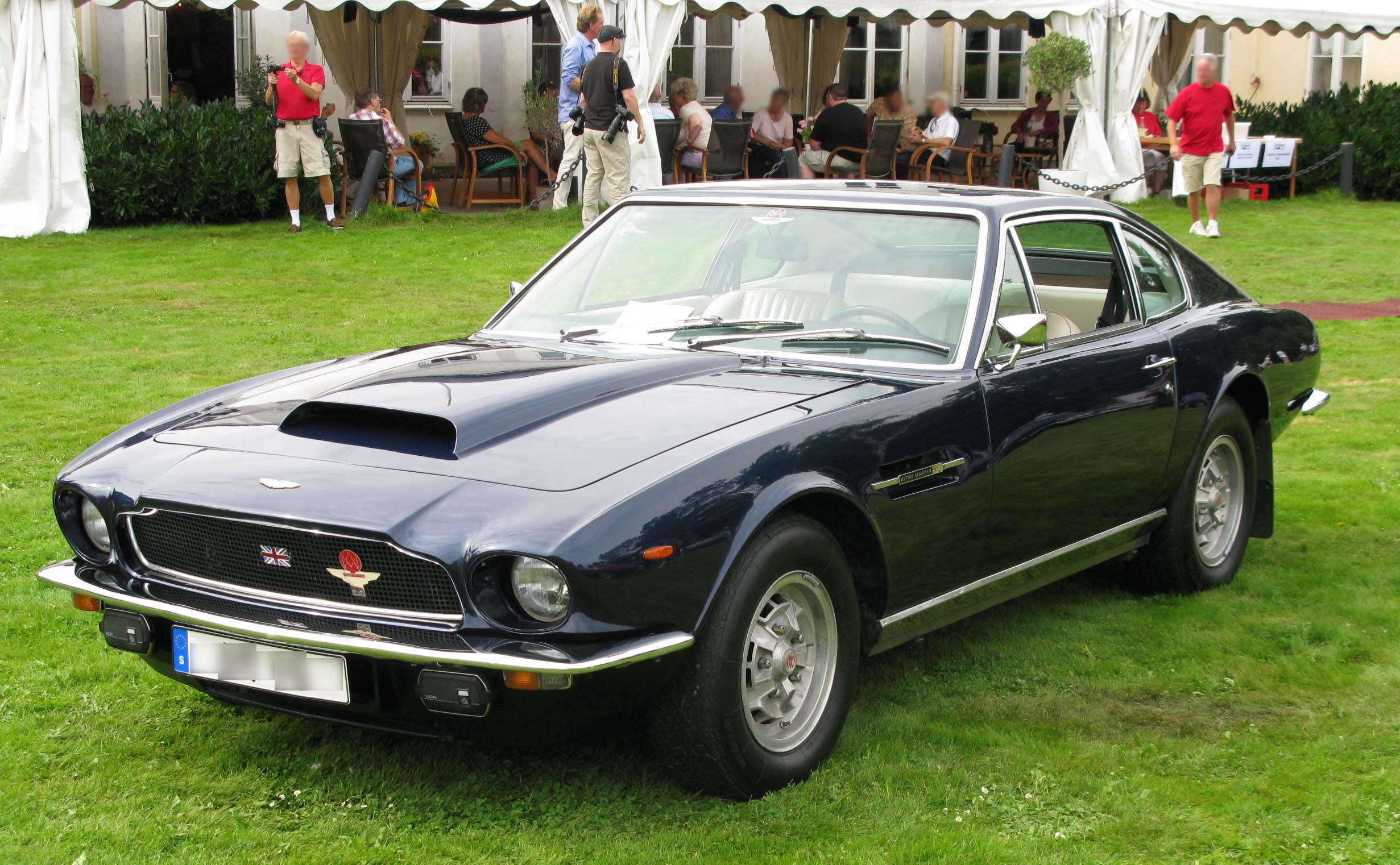
۱۹۶۷–۱۹۸۹ آستون مارتین دی‌بی‌اس و بعدها آستون مارتین وی۸
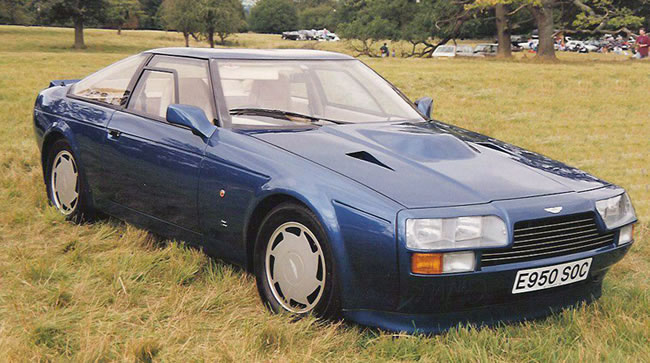
۱۹۸۶–۱۹۹۰ آستون مارتین V۸ زاگاتو
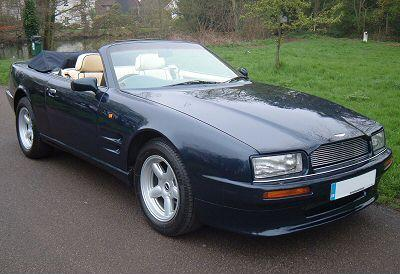
۱۹۸۹–۲۰۰۰ آستون مارتین وی۸ ونیج
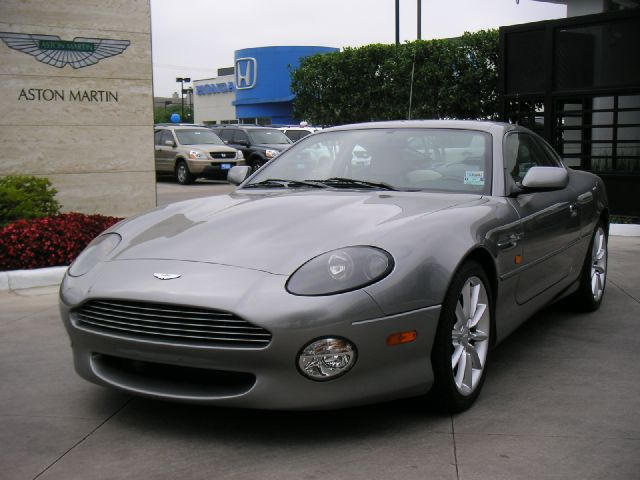
۱۹۹۳–۲۰۰۳ آستون مارتین دی‌بی۷/آستون مارتین ونتیج
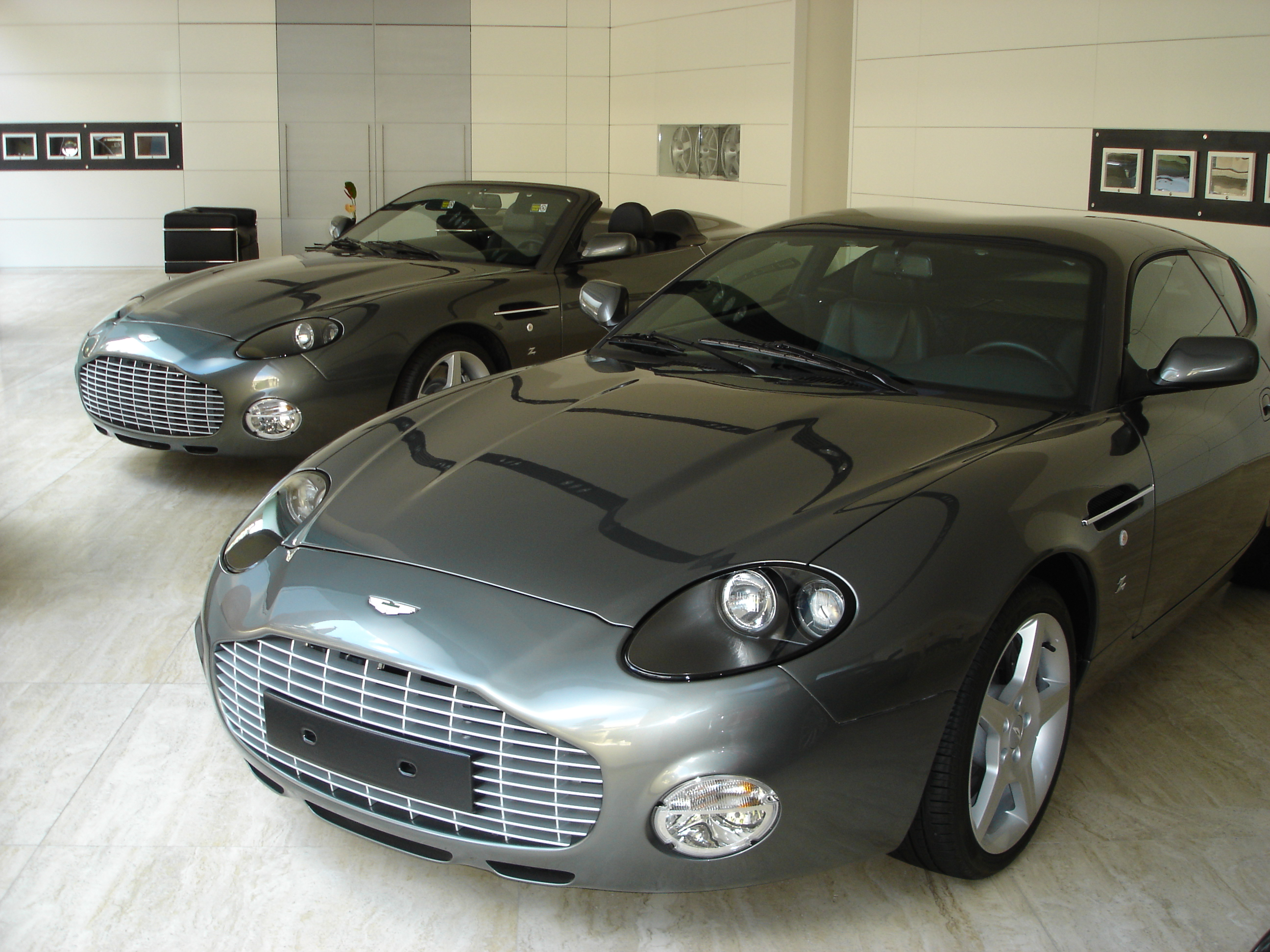
۲۰۰۲–۲۰۰۳ آستون مارتین دی‌بی۷ زاگاتو (کوپه/رودستر)
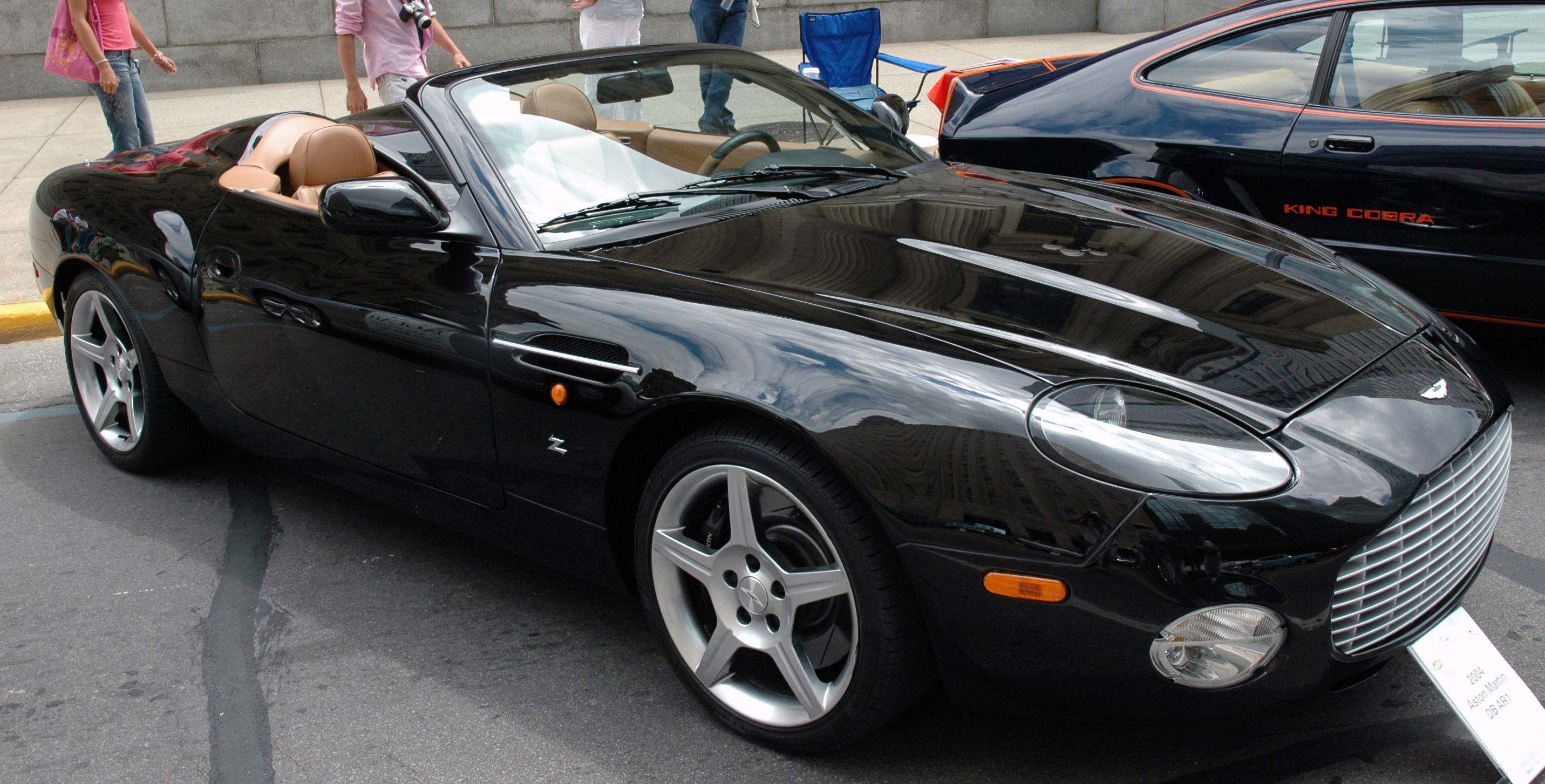
۲۰۰۲–۲۰۰۴ آستون مارتین دی‌بی ای‌آر۱ (رودستر)
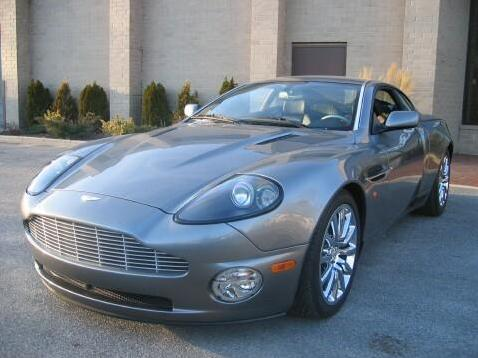
۲۰۰۱–۲۰۰۷ آستون مارتین ونکوئیچ
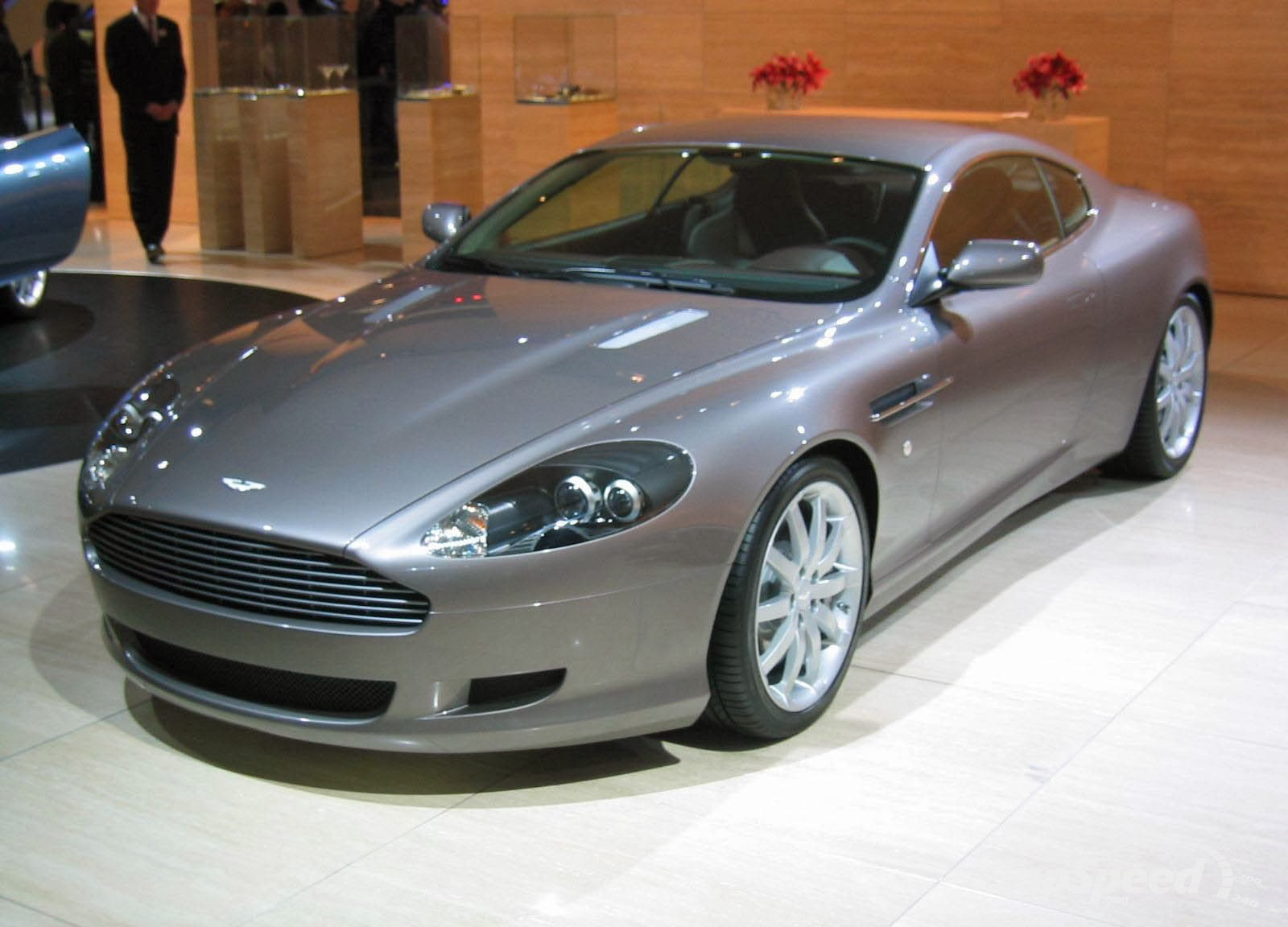
۲۰۰۳–تاکنون آستون مارتین دی‌بی۹ (کوپه/وولانته)
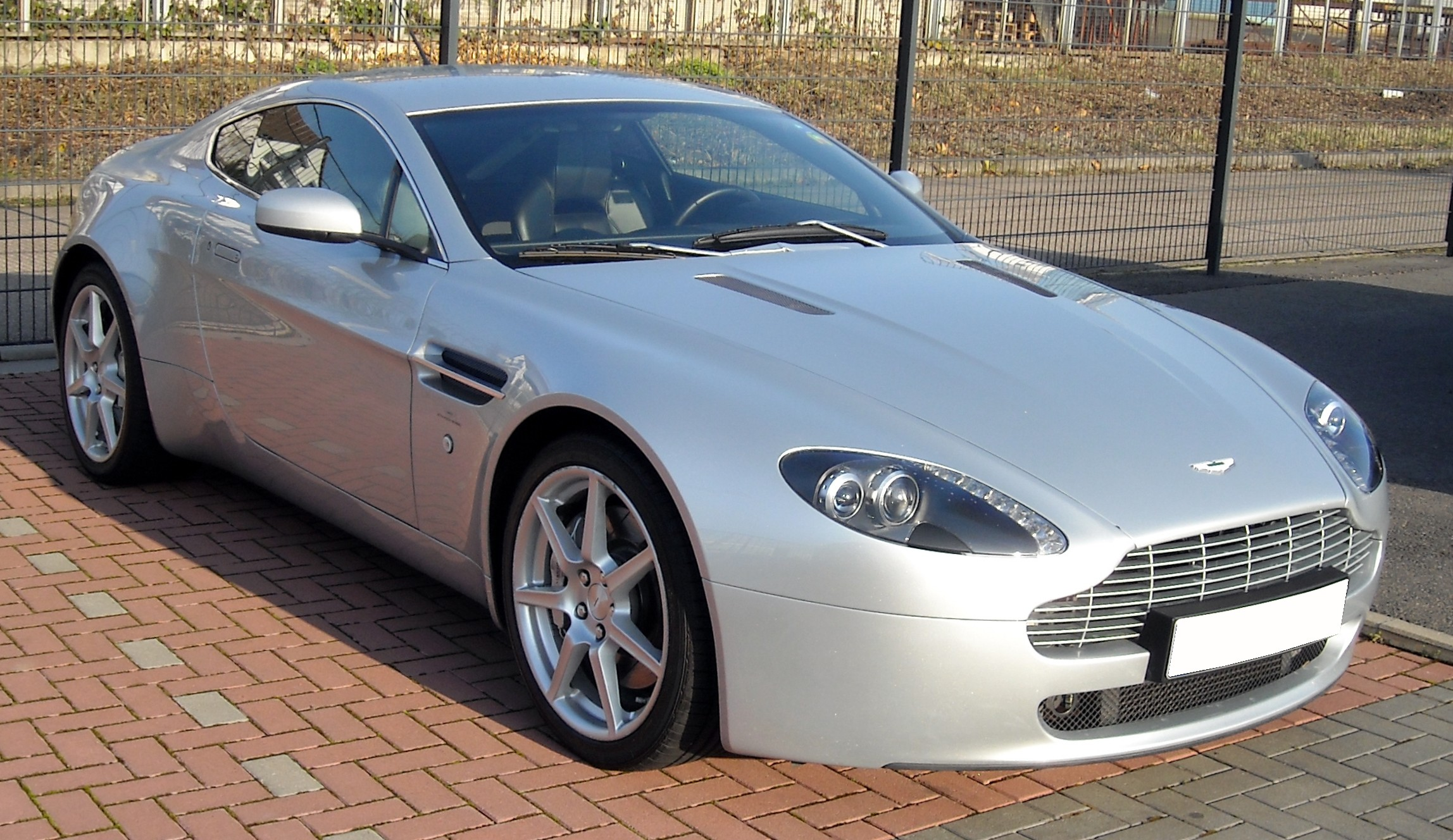
۲۰۰۵–تاکنون آستون مارتین ونتیج وی۱۲
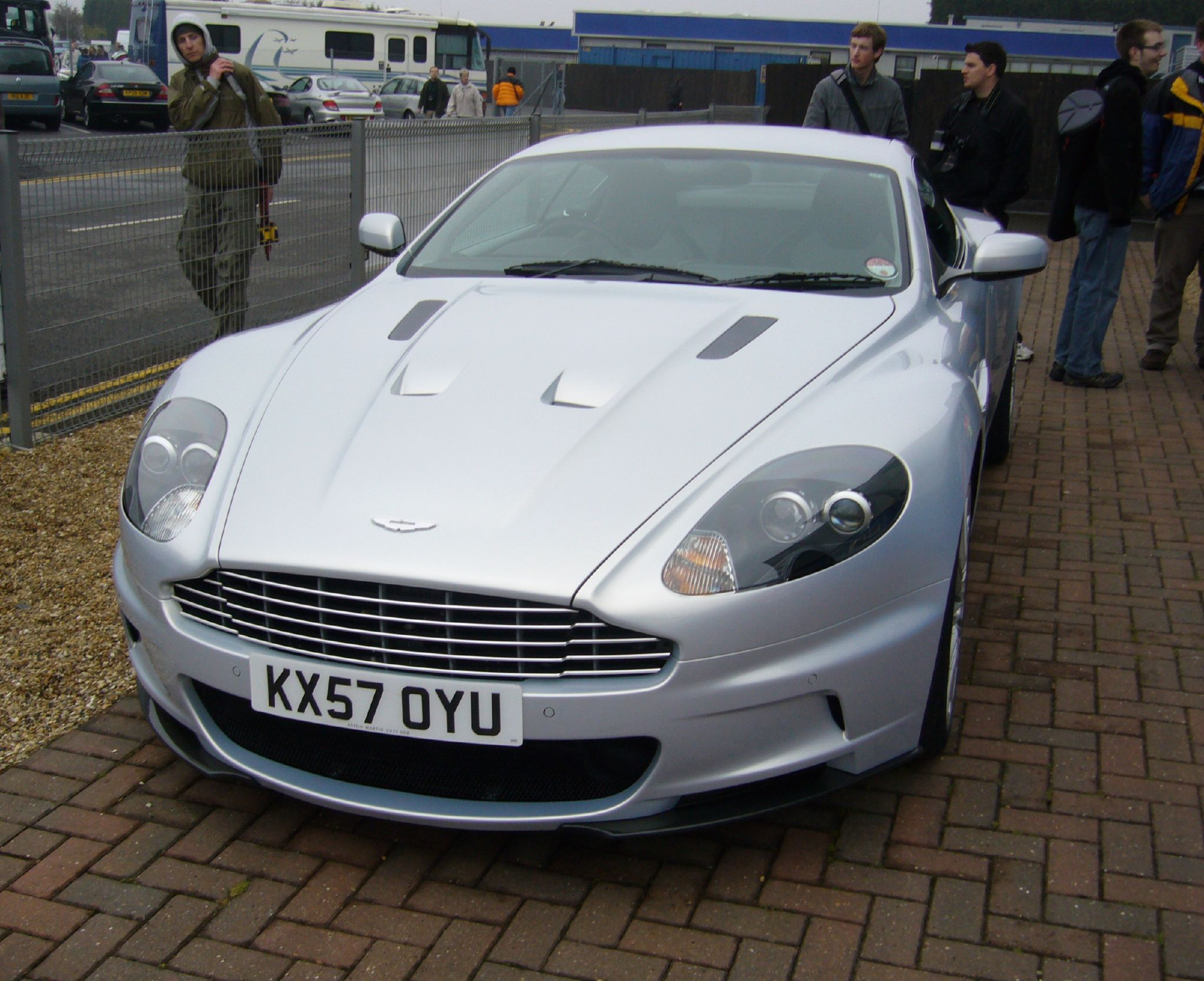
۲۰۰۷–۲۰۱۲ آستون مارتین دی‌بی‌اس وی۱۲
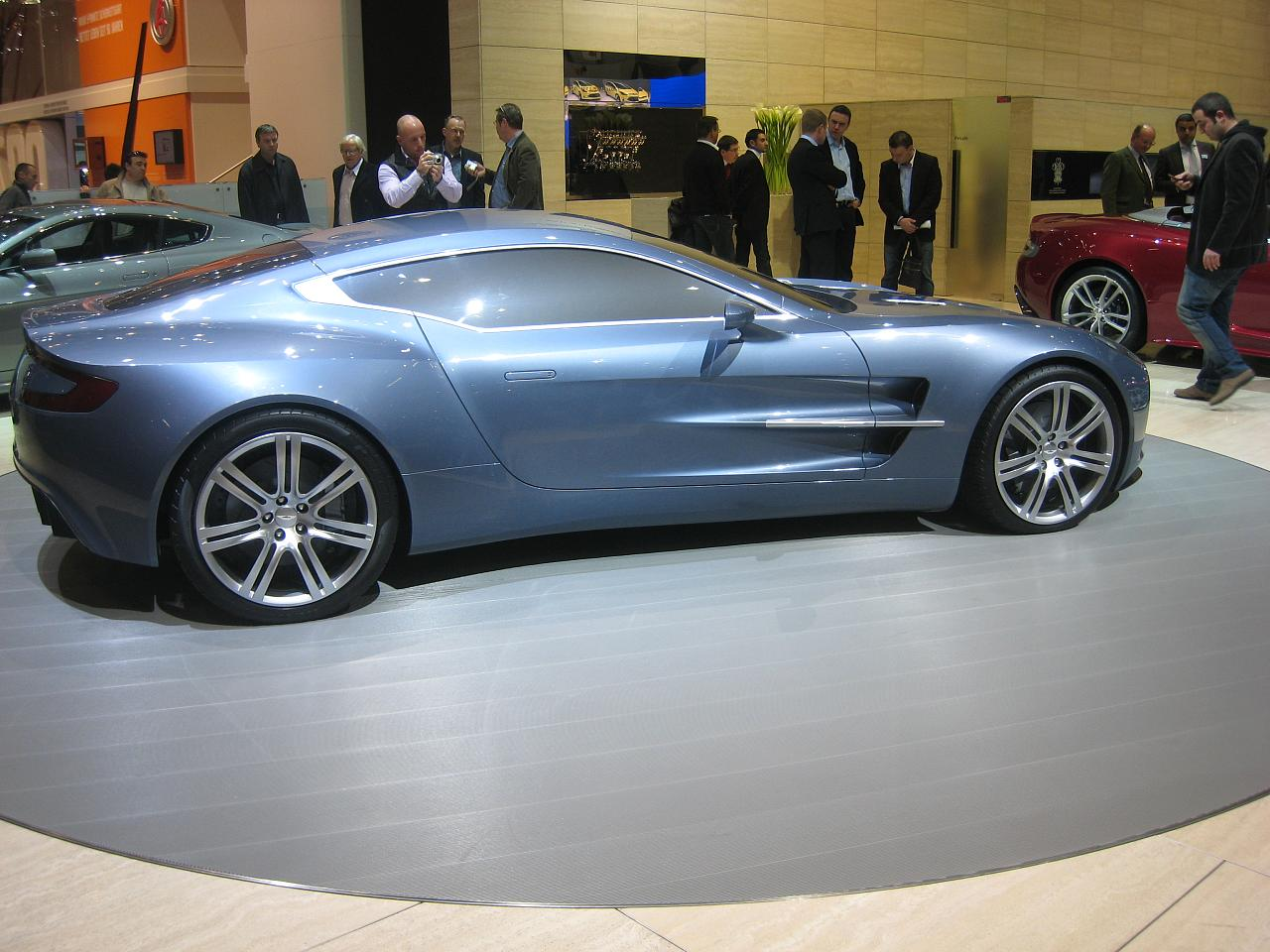
۲۰۰۹–۲۰۱۲ آستون مارتین یک-۷۷
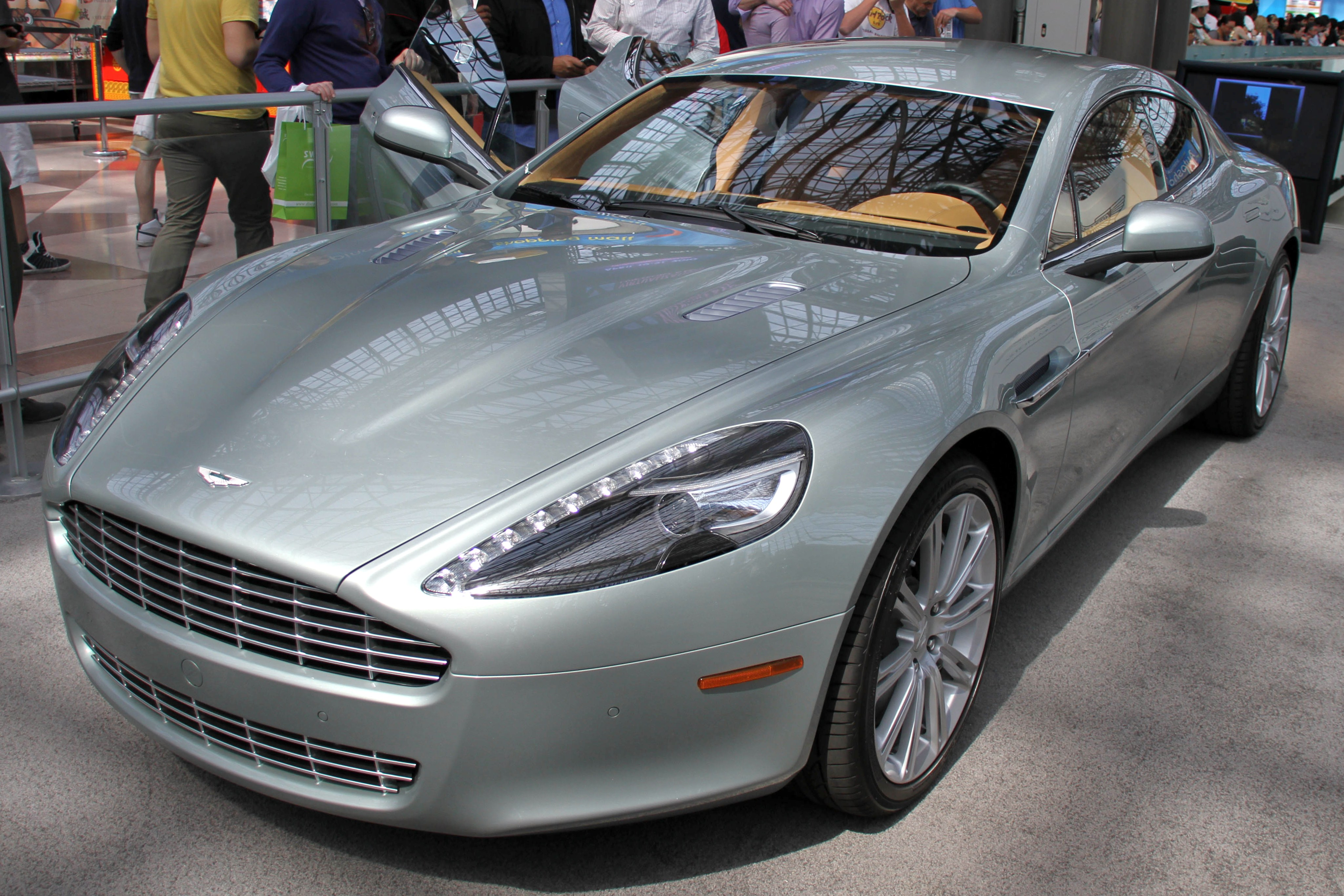
۲۰۱۰–تاکنون آستون مارتین رپید
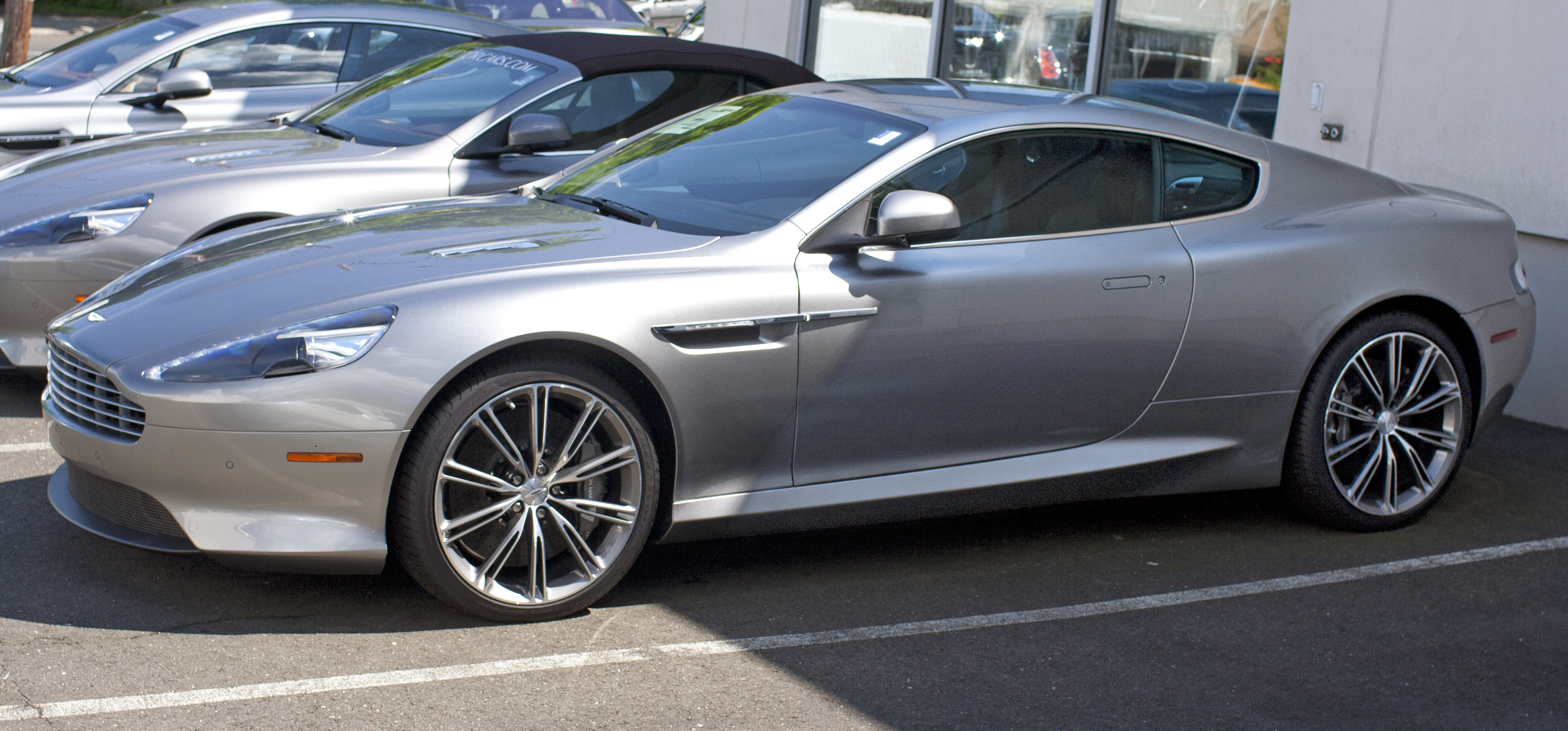
۲۰۱۱–۲۰۱۲ آستون مارتین ویراژ
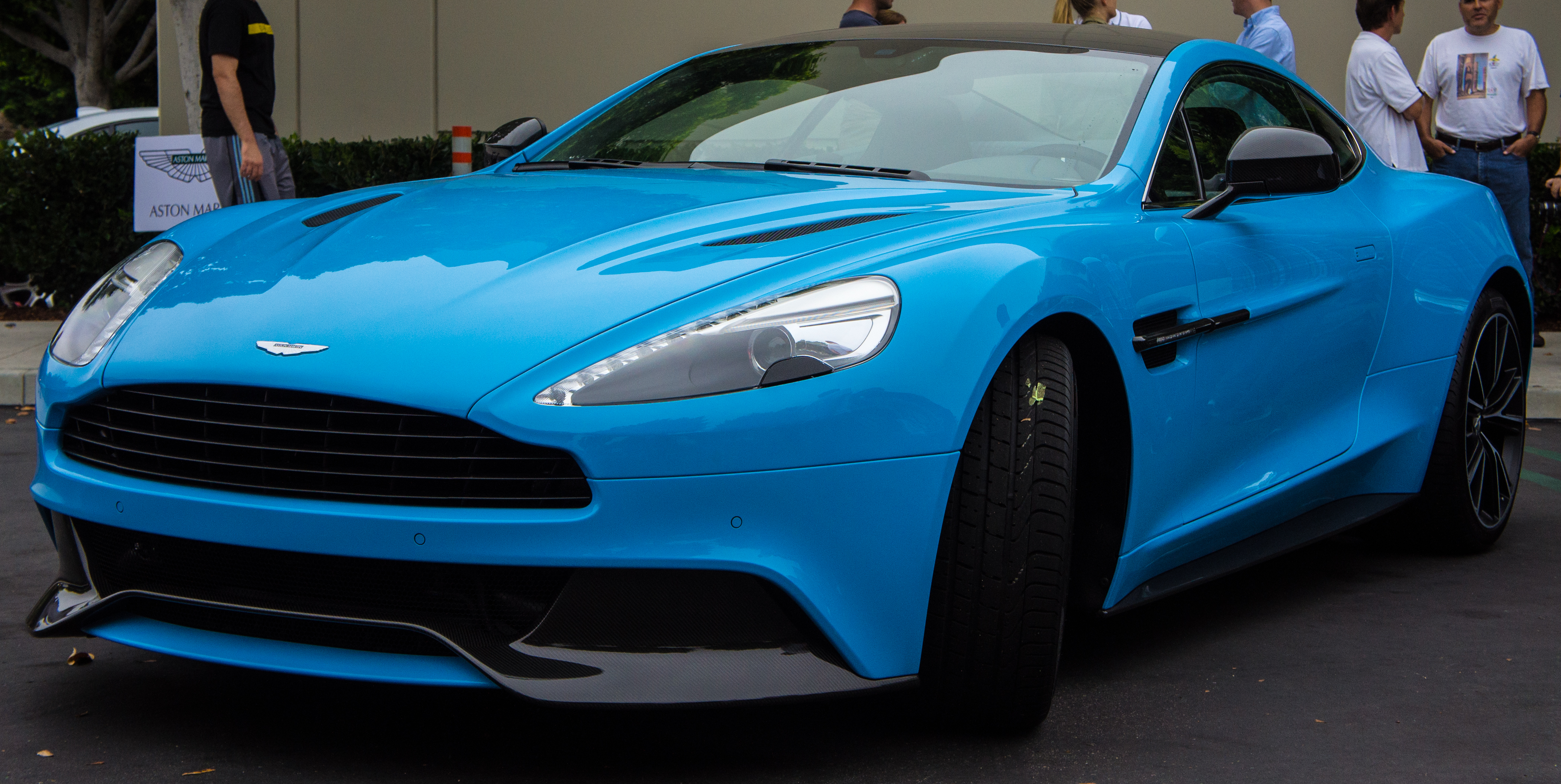
۲۰۱۲–تاکنون آستون مارتین ونکوئیچ

## حمایت‌های مالی

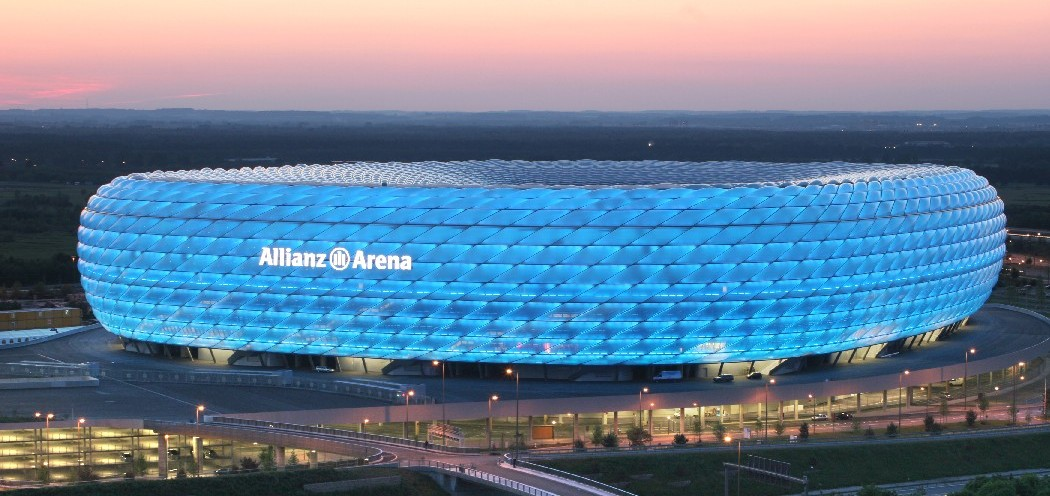
ورزشگاه خانگی باشگاه فوتبال مونیخ ۱۸۶۰

شرکت استون مارتین اسپانسر و سرمایه‌گذار اصلی مونیخ ۱۸۶۰ است، که در لیگ فوتبال بوندس‌لیگای ۲ کشور آلمان فعالیت می‌کند و تیم دوم شهر مونیخ محسوب می‌شود. این باشگاه سالها در لیگ اول بوندسلیگا و تحت حمایت‌های مالی استون مارتین فعالیت می‌نمود.